# Claude Jay

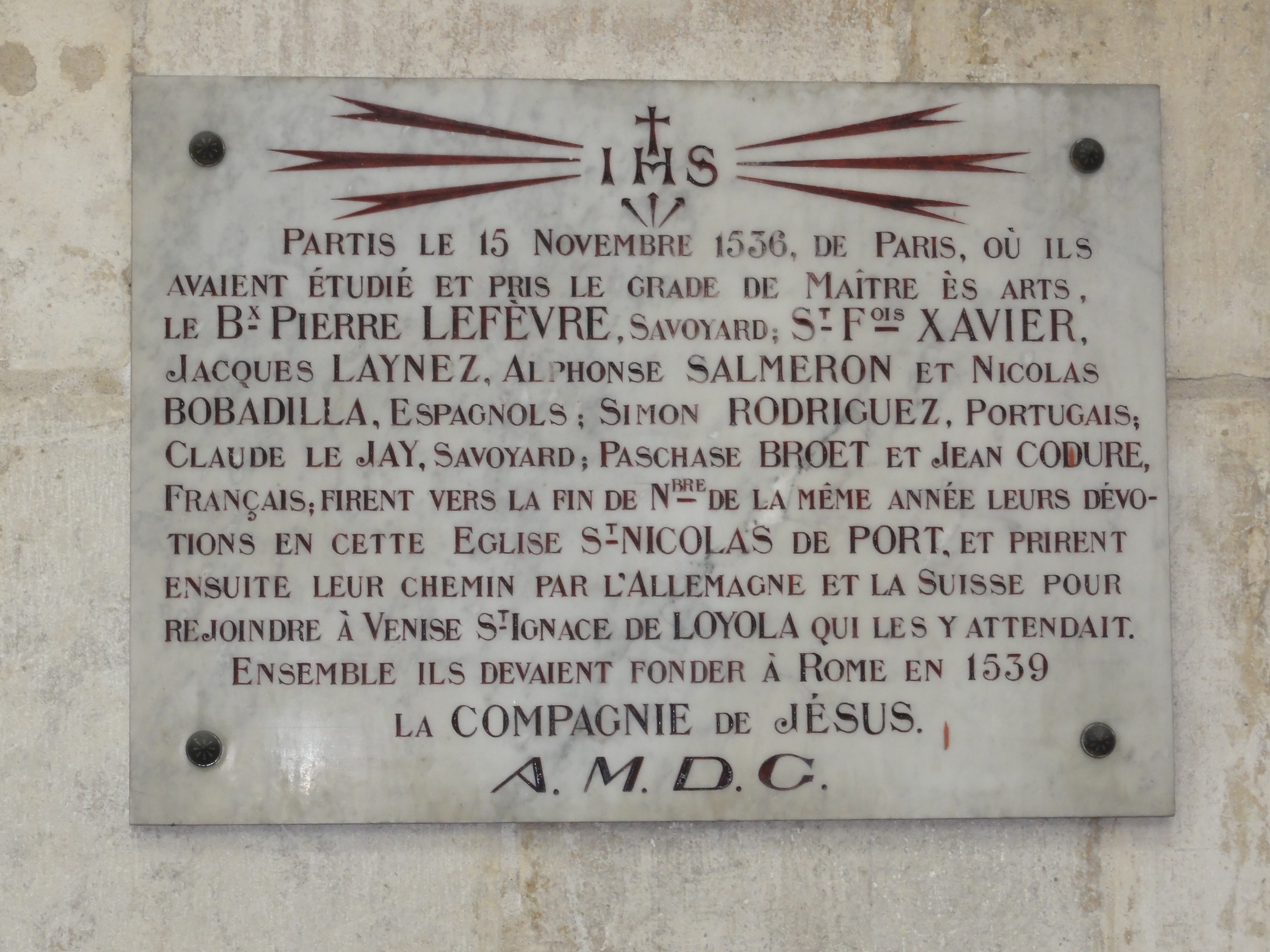
Iglesia de Saint-Nicolas-de-Port, placa de paso 9 primeros futuros jesuitas, noviembre de 1536.

Claude Jay (Mieussy, ¿1505? - Viena, 6 de agosto de 1552) fue un jesuita francés.

## Biografía
Originario de Saboya, fue amigo de la infancia de Pedro Fabro. Fue ordenado sacerdote en 1528. Cuatro años después se trasladó a París a completar sus estudios, aconsejado por Pedro. En 1535 decide unirse, junto con Paschase Broët y Jean Codure, al grupo formado por Ignacio de Loyola (el germen de lo que sería la futura Compañía de Jesús) y se trasladó con ellos a Venecia, pretendiendo peregrinar hasta Jerusalén. En 1540 el papa Pablo III aprobó los estatutos de la Compañía de Jesús. Jay participó en el Concilio de Trento como fiscal del obispo de la diócesis de Augusta, Otto von Waldburg Truchsess, e intervino para defender la importancia de la formación y la educación en los aspirantes al sacerdocio.
Después de negociaciones con el duque Guillermo IV de Baviera en 1549 Ignacio envió a Jay (junto con Pedro Canisio y Alfonso Salmerón) a enseñar teología en Ingolstadt.
En 1551, con el apoyo de Fernando de Austria, fundó el colegio de los jesuitas en Viena, del que fue el primer rector. Murió poco después, siendo sucedido por Pedro Canisio.